# Скоч Плејнс (Њу Џерзи)
Скоч Плејнс (енгл. Scotch Plains) град је у америчкој савезној држави Њу Џерзи.

## Демографија
По попису из 2000. године број становника је 22.732.
| Група             | 2000.          | 2010.    |
| Белци             | 17.335 (76,3%) | 0 (0,0%) |
| Афроамериканци    | 2.568 (11,3%)  | 0 (0,0%) |
| Азијати           | 1.648 (7,2%)   | 0 (0,0%) |
| Хиспаноамериканци | 895 (3,9%)     | 0 (0,0%) |
| Укупно            | 22.732         | 0        |